# Tasa de cambio
La tasa o tipo de cambio entre dos divisas es la tasa o relación de proporción que existe entre el valor de una y la otra. Dicha tasa es un indicador que expresa cuántas unidades de una divisa se necesitan para obtener una unidad de la otra.
Por ejemplo, si la tasa de cambio entre el euro y el dólar estadounidense EUR/USD fuera de 1.12, ello significa que el euro equivale a 1.12 dólares. Del mismo modo, si la tasa se calcula a la inversa (USD/EUR), ello resulta en una tasa de 0.88, lo cual significa que el dólar equivale a 0.88 euros.
El nacimiento de un sistema de tipos de cambio proviene de la existencia de un comercio internacional entre distintos países que poseen diferentes monedas. Si por ejemplo, una empresa mexicana vende productos a una empresa española, desea cobrar en pesos, por lo que la empresa española deberá comprar pesos mexicanos y utilizarlos para pagar al fabricante mexicano. La divisa para pagos internacionales se compra predominantemente de bancos y varias formas de casas de cambio. El tipo de cambio está determinado por el valor de mercado  de las distintas monedas en el mercado internacional.

## Determinación del tipo de cambio por hora
La determinación del tipo de cambio se realiza a través del mercado de divisas. El tipo de cambio como precio de una moneda se establece, como en cualquier otro mercado, por el encuentro de la oferta y la demanda de divisas. Si se analiza, por ejemplo, una situación hipotética, en la que solo existen dos monedas el euro y el dólar. La demanda de dólares (oferta de euros) nace cuando los consumidores de los distintos países europeos necesitan dólares para comprar mercancías procedentes de Estados Unidos. De la misma forma se necesitan dólares si una empresa europea desea comprar un edificio en Nueva York, cuando un ciudadano alemán viaja como turista a  San Francisco o si una empresa sueca compra acciones de una entidad estadounidense, pero todavía puede existir una razón adicional para demandar dólares que es la pura especulación, es decir el pensamiento de que el dólar va a subir de valor respecto al euro provocará que la demanda de dólares suba.
Si se analiza al contrario, la oferta de dólares (demanda de euros), esta se realiza por todas aquellas empresas y ciudadanos que necesitan euros para sus necesidades (básicamente las mismas que hemos analizado antes, compra de bienes y servicios, inversiones y especulación.)
El equilibrio en un mercado competitivo entre la oferta y la demanda marcará el precio del dólar respecto al euro o lo que es lo mismo el precio del euro respecto al dólar. En los mercados de divisas se conoce depreciación como el descenso del precio de una moneda respecto de otra. 

## Sistema de tipo de cambio
Es un conjunto de reglas que describen el comportamiento del Banco central en el mercado de divisas. Se identifican dos sistemas opuestos de tasas de cambio:
- Tipo de cambio fijo: es determinado rígidamente por el Banco central.
- Tipo de cambio flexible: se determina en un mercado libre, por el juego de la oferta y la demanda de divisas. En las economías con tipo de cambio flexible, los desequilibrios de la balanza de pagos se corrigen automáticamente por depreciación o apreciación del tipo de cambios.

## Tipo de cambio real
Se pueden distinguir dos tipos de cambios: el real y el nominal. El real se define como la relación a la que una persona puede intercambiar los bienes y servicios de un país por los de otro. El nominal es la correlación a la que una persona puede intercambiar la moneda de país por los de otro, es decir, el número de unidades que necesito de una moneda X para conseguir una unidad de la moneda Y. Este último es el que se usa más frecuentemente.
Esta distinción se hace necesaria para poder apreciar el verdadero poder adquisitivo de una moneda en el extranjero y evitar confusiones.
Por Tipo de Cambio Real se define como la cociente entre el nivel de precios externos y el nivel de precios internos, medidos en la misma moneda. Esto mide cuan competitiva es en el comercio internacional una economía con respecto a otras.
Formalmente el tipo de cambio real, R, se define como:
{\displaystyle R=\left({\frac {e\times {P_{f}}}{P}}\right)}
Donde:
{\displaystyle e} = Tipo de cambio nominal (el tipo de cambio de mercado)
{\displaystyle {P_{f}}} = Nivel de precios externo
{\displaystyle P}= Nivel de precios interno

## Plazos
El tiempo de liquidación de las transacciones realizadas con divisas puede ser:
- Tipo de cambio spot: el tipo de cambio spot se refiere al tipo de cambio corriente, es decir, transacciones realizadas al contado.
- Tipo de cambio futuro: el tipo de cambio futuro indica el precio de la divisa en operaciones realizadas en el presente, pero cuya fecha de liquidación es en el futuro, por ejemplo, dentro de 180 días.

## Influencia en el déficit fiscal

### Tipo de cambio fijo
El análisis del déficit presupuestario se complica cuando el tipo de cambio es fijo. Bajo un sistema de tipo de cambio fijo, el banco central no determina realmente la oferta monetaria del mismo modo que en una economía cerrada o que cuando se opera bajo un sistema de tipo de cambio flexible. Recuérdese que bajo tipo de cambio fijo la variación de la oferta monetaria es endógena, y que responde a las compras y ventas de moneda extranjera que realiza el banco central para cumplir con su compromiso de mantener fijo el tipo de cambio.

## Identidades fundamentales en una economía abierta
En una economía abierta las importaciones están relacionadas positivamente con la renta y la producción. Cuando el producto interior bruto está aumentando rápidamente las importaciones tienden a aumentar más deprisa. Por otra parte, la elección entre bienes extranjeros y nacionales responden a los precios relativos de los dos. Por tanto el volumen y el valor de las importaciones dependen de los precios relativos de los bienes nacionales y extranjeros. El tipo de cambio afecta al comercio exterior, de tal manera que cuando baja el tipo de cambio de un país, suben los precios de los bienes importados, mientras que las exportaciones se abaratan para los extranjeros. Como consecuencia, el país es más competitivo en los mercados mundiales y las exportaciones netas aumentan. Las variaciones de los tipos de cambio pueden afectar profundamente a la producción, al empleo y a la inflación. Todos estos efectos hacen que el tipo de cambio sea cada vez más importante para todos los países.
Las exportaciones son la hermana gemela de las importaciones: nuestras exportaciones son las importaciones del resto del mundo. Dependen, pues principalmente de las rentas y de los productos de nuestros socios comerciales así como de los precios relativos de nuestras exportaciones y de los bienes con los que compiten. Cuando aumenta la producción extranjera o cuando sube el tipo de cambio (es decir, se deprecia la moneda nacional), el volumen y el valor de nuestras exportaciones tienden a crecer.
Una vez que tenemos en cuenta las exportaciones y las importaciones, también debemos reconocer que el gasto de un país puede ser distinto de su producción. El gasto interior (llamado a veces demanda interior) es igual al consumo más la inversión interior más las compras del Estado. Se diferencia del producto nacional total (o PIB) por dos razones. En primer lugar, una parte del gasto interior se destina a bienes producidos en el extranjero y son las importaciones (M), como el petróleo y los automóviles japoneses. Una parte de la producción del país se vende a otros países y son las exportaciones (X). La diferencia entre la producción nacional y el gasto interior es simplemente (X-M) denominada exportaciones netas.
Para calcular la demanda total de bienes y servicios de un país, tenemos que incluir no solo la demanda interior sino también la demanda exterior. Es decir, tenemos que conocer el gasto total de los residentes en el país, así como las compras netas de los extranjeros. Este total debe incluir el gasto interior (C +I+G) más las ventas a extranjeros (X) menos las compras interiores a extranjeros (M). El gasto en el producto nacional o PIB es igual al consumo más la inversión interior más las compras del Estado más exportaciones netas.
Demanda agregada total = PIB = C + I + G + (X - M)
El comercio exterior produce un efecto en el PIB similar al de la inversión o las compras del Estado. Cuando aumentan las exportaciones netas, aumenta la demanda agregada de producción interior. Por lo tanto, las exportaciones netas producen un efecto multiplicador en la producción. Pero el multiplicador del gasto será menor en una economía abierta que en una cerrada debido a las filtraciones del gasto hacia las importaciones. El multiplicador es:
Multiplicador de una economía abierta = 1/ (propensión marginal al ahorro+propensión marginal a importar )
Es evidente que, si se mantiene todo lo demás constante, el multiplicador de una economía abierta es menor que el de una economía cerrada, donde PMm = 0.

## Los tipos de cambio y la balanza de pagos
La conexión entre los tipos de cambio y los ajustes de la balanza de pagos, en el caso más sencillo que los tipos de cambio son determinados por la oferta y la demanda, en el que un país comienza encontrándose en equilibrio y sufre entonces una perturbación en su balanza de pagos. Por ejemplo una subida de tipos de interés para frenar la inflación y aumentar así la demanda exterior de activos de este país. Habría un exceso de demanda de esta moneda al antiguo tipo de cambio. A este tipo, el país tendería a tener un superávit tanto comercial como financiero, ya que aumentaría la cantidad de moneda que entraría en el país.
Es aquí donde el tipo de cambio desempeña el papel de equilibrador. Cuando aumenta la demanda de la moneda, la situación provoca una apreciación de esta y una depreciación de las demás. La variación del tipo cambio prosigue hasta que la cuentas de la balanza de pagos vuelven a equilibrarse. El equilibrio de la cuenta corriente es más fácil de entender. En este caso la apreciación de la moneda encarece las mercancías del país y provoca una disminución de las exportaciones y un aumento de las importaciones, lo que tiende a reducir el superávit del país por cuenta corriente. Por tanto en un sistema de tipos de cambio flexibles la balanza de pagos se equilibra sin intervención del banco central.
Por el contrario en un sistema de cambios fijos la balanza de pagos se equilibra con la intervención del banco central mediante la compra o venta de divisas recogidas en la variación de reservas. Ahora bien esta situación no puede mantenerse indefinidamente. Si el déficit es permanente el banco central no permitirá que se agoten las reservas de divisas, motivo por el que puede llevar a cabo una devaluación. Esta tiene como inconveniente que supondrá un alza en los precios de los bienes importados que puede transmitirse a los bienes nacionales. De esta forma la inflación en el país que ha devaluado hace que la ganancia de competitividad nominal, provocada por el abaratamiento de su moneda desaparezca.